# گانلوز
گانلوز (به لاتین: Ganløse) یک منطقهٔ مسکونی در دانمارک است که در Egedal Municipality واقع شده‌است. گانلوز ۱٫۲۳ کیلومتر مربع مساحت و ۲٬۸۸۴ نفر جمعیت دارد.